# منوچهر بدیعی
منوچهر بدیعی (متولد ۱۳۱۸، اصفهان) از مترجمان ایرانی.

## زندگی و آثار
بدیعی در فروردین ۱۳۱۸ در اصفهان متولد شد و تا کنون آثار باارزشی چون چهره مرد هنرمند در جوانی اثر جیمز جویس، جاده فلاندر نوشته کلود سیمون، آدم اول اثر آلبر کامو، ژان باروا نوشته روژه مارتن دوگار، آثاری از آلن رب‌گریه و سینکلر لوئیس، و مهم‌تر از همه رمان بزرگ اولیس اثر جیمز جویس را به فارسی ترجمه کرده‌است. وی تحصیلات خود در رشته‌ای نامرتبط با فن ترجمه ادامه داد و لیسانسش را گرفت. او درس‌های دوره دکترای همان رشته را نیز تمام کرد، اما چون رساله پایان دوره تحصیلی را نگذرانده‌است درجه و عنوان دکترا ندارد. مشاغلش همواره در همان زمینه تحصیلات دانشگاهی‌اش بوده و از این رو به ترجمه به عنوان یک شغل و حرفه نگاه نمی‌کند. کتاب چهره مرد هنرمند در جوانی ترجمه منوچهر بدیعی، در دوره بیستم انتخاب کتاب سال جمهوری اسلامی ایران از طرف وزارت فرهنگ و ارشاد اسلامی، به عنوان کتاب سال برگزیده شد.